# 米赫里馬赫蘇丹清真寺
米赫里馬赫蘇丹清真寺（土耳其語：Mihrimah Sultan Camii），又名码头清真寺（土耳其語：İskele Camii）是一座奥斯曼清真寺，位于土耳其伊斯坦布尔的于斯屈达尔中心，靠近轮渡码头。米赫里馬赫（Mihr-î-Mah）意为太阳和月亮。
米赫里馬赫蘇丹清真寺是于斯屈达尔的地标之一，由苏莱曼大帝的女儿、大維齊爾鲁斯坦帕夏的妻子米赫麗瑪蘇丹兴建，设计者是科查·米馬爾·希南，建于1546年到1548年。这是一座建在高台上的大型建筑，已经展现了思南的成熟风格的一些特点。 

## 相关图片

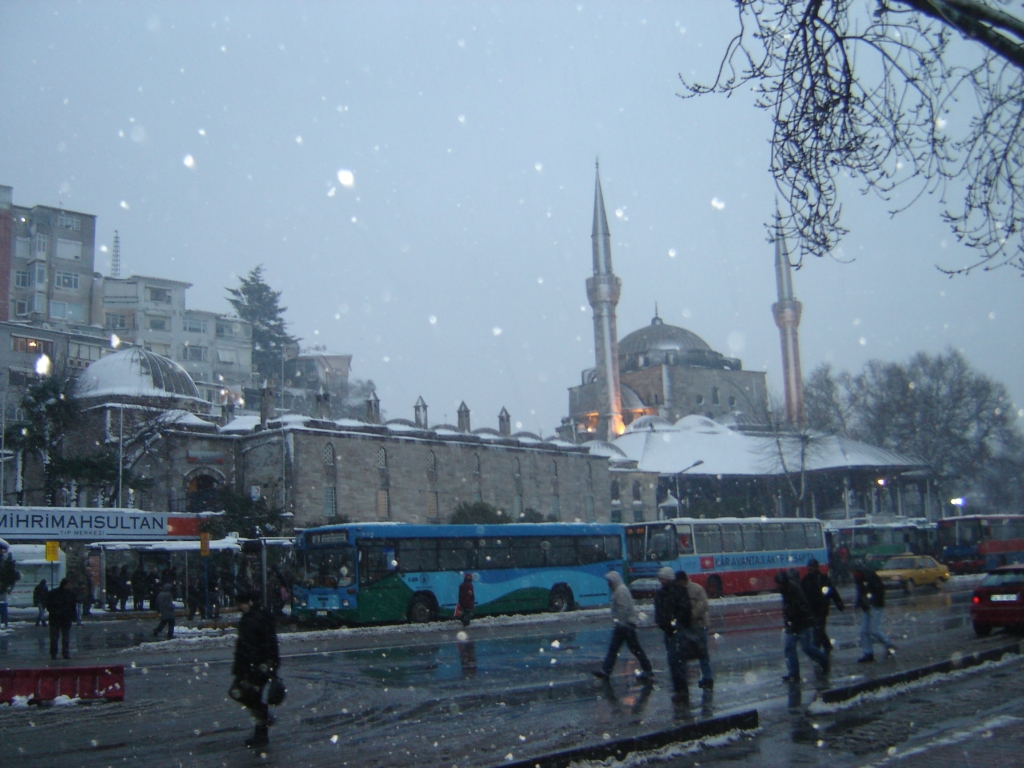
米赫里馬赫蘇丹清真寺
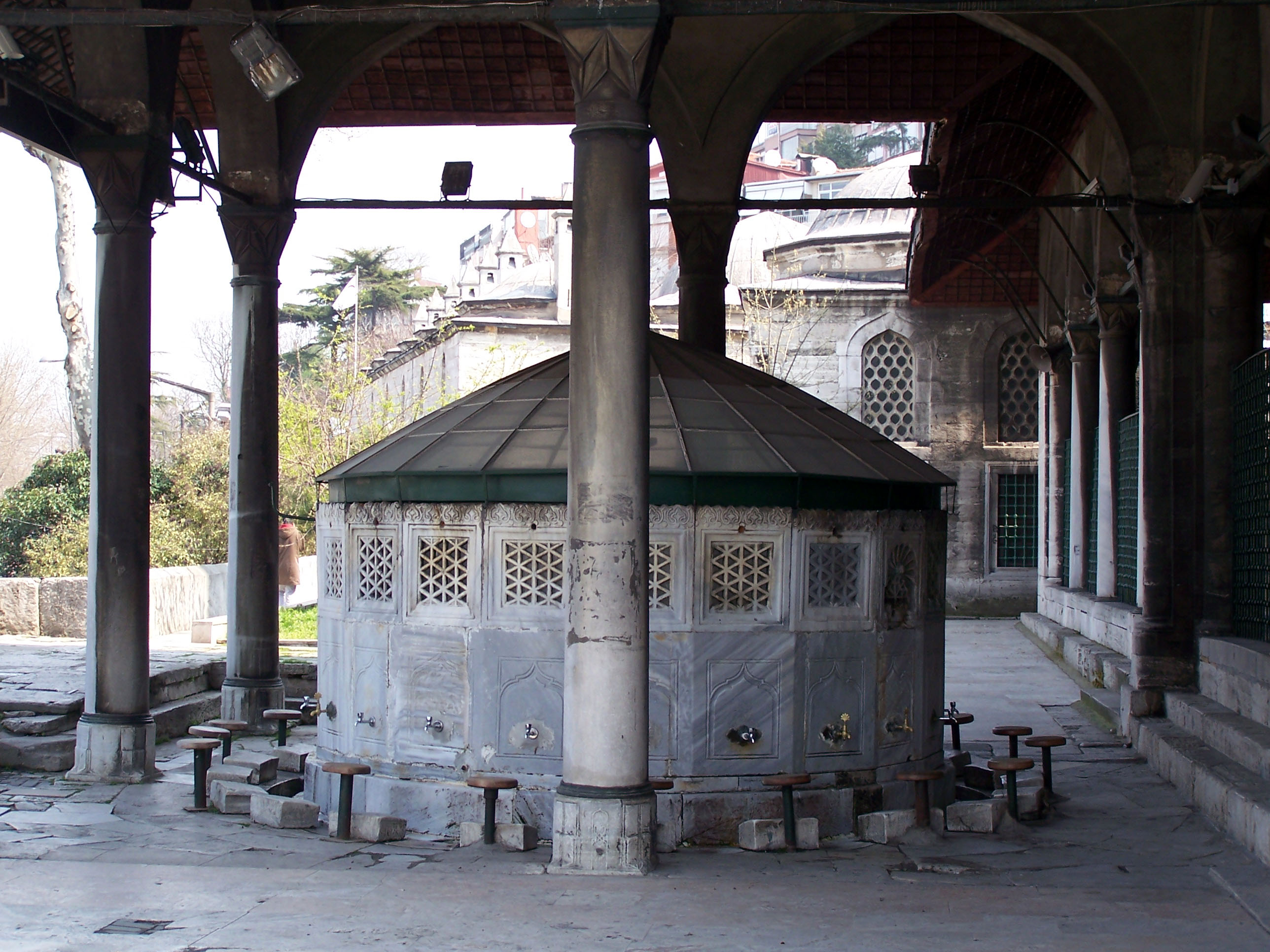